# سالفيا إيجي
سالفيا إيجي (الاسم العلمي بالإنجليزية: Salvia eigii)، هو نبات عشبي معمر موطنه فلسطين ودول حوض البحر الأبيض المتوسط.

## الوصف
- ينمو النبات في كتلة يبلغ ارتفاعها 30 سم وعرضها 60 سم، ولها أوراق خضراء داكنة، يصل أكبرها إلى طول 30 سم وعرض 20 سم. [4]

- يصل ارتفاع ساق الزهرة إلى متر واحد، مع عدة نورات يبلغ طولها 20-30 سم.[5]

- تحمل أزهارًا تنمو في فلقات، الشفة العليا للزهرة أرجوانية، والشفة السفلية وردية اللون، مع وجود خطوط ياقوتية تدخل إلى الحلق. الكأس هو لون روبي بارز.[6]

## التسمية
سُميت سالفيا إيجي على اسم عالم النبات ألكسندر إيج.